# Zebop!
Zebop! — одинадцятий студійний альбом гурту Santana, що грає латинський рок на чолі з гітаристом Карлосом Сантаною, вийшов в 1981 році.
Диск випускався кілька разів з різних колірним фоном обкладинки, включаючи червоний і рожевий кольори. Він був одним з найкращих останніх хітів Сантани до виходу Supernatural, «Winning».

## Список композицій
- «Changes» (Кет Стівенс) — 4:27
- «E Papa Ré» — 4:32
- Primera Invasion
- Searchin'
- Over And Over
- Winning
- Tales Of Kilimanjaro
- The Sensitive Kind
- American Gypsy
- I Love You Much Too Much
- Brightest Star
- Hannibal

## Хіт-паради
| Рік  | Хіт-парад       | Позиція |
| ---- | --------------- | ------- |
| 1981 | США             | 9       |
| 1981 | Велика Британія | 33      |
| 1981 | Норвегія        | 3       |